# 정미의 난
정미의 난(丁未の乱, ていびのらん)은 일본 아스카 시대에 일어난 내란이다. 정미의 변, 모노노베 모리야의 변이라고 한다. 불교의 예배를 둘러싸고 오오미(大臣) 소가노 우마코와 대립한 오무라지(大連) 모노노베 모리야의 전투. 모노노베씨가 패배하여 멸망하였다.

## 경위
587년 7월 소가노 우마코는 군신과 논의하여, 모노노베 모리야 토벌군의 파병을 결정했다. 우마코는 비다쓰 천황의 비였던 누카타베 황녀-도요미케카시키야히메(豊御食炊屋姬)의 조를 얻어내어 모리야가 지원하고 있던 아나호베 황자(穴穂部皇子)를 주살하고 우마야도 황자(厩戸皇子), 하쓰세베 황자(泊瀬部皇子), 타케타 황자(竹田) 등의 황족이나 여러 호족의 병사를 이끌고 카와우치국 시부가와부의 모리야의 관에 진군했다.
야마토국에서 카와치국(河内国)에 들어온 소가 진영의 군은 에가노강의 강변에서 모노노베군과 교전하여 전투후의 카와치국사의 말에 따르면 양쪽 합쳐 전사자는 수백에 달했다고한다.
모리야는 일족을 모아 볏단을 쌓고 보루로 삼아 수비를 강화하였다. 군사를 담당하는 일족으로 정예 전투 집단이기도 한 모노노베씨의 군대는 강성하여 모리야 자신도 후박나무 가지에 올라 비처럼 화살을 쏘아는 등 매우 분투하였다. 왕자들의 군대에 소속 병사들이 공포를 느끼고 퇴각을 요청하였다. 이를 본 우마야도 황자는 불법(仏法)의 가호를 얻으려고 백교목을 꺽어 사천왕의 상을 만들어 승전을 기원하며, 승리하면 탑을 만들어 불법의 전파에 노력하겠다고 선언했다. 우마코는 군대를 재정비하여 진군시켰다.
토미노 이치이(迹見赤檮)가 큰 나무에 올라가 있는 모리야를 쏘아 떨어뜨려 죽이고 총대장을 잃은 모노노베군은 완패한다. 이 여세를 몰아 추격군은 맹공을 하여 모리야 일족을 죽이고 결과 모리야군은 패배하여 흩어지게 된다.
살아남은 모리야 일족은 갈대밭에 도망쳐 어떤 사람은 이름을 바꾸고 어떤 사람은 완전히 은거하였다.
이 결과, 소가 씨는 2대에 걸쳐 대립해온 숙적 모노노베 씨의 세력을 중앙에서 완전히 제거하는데 성공하고 우마야도 황자와 연계하여 더욱 권세를 강화해 나간다. 또한 모노노베씨를 중심으로하고 있던 배불파의 발언권이 약해져, 불교의 전파도 본격화되었다. 이즈음 우마야도 황자는 세스국(摂津国)에 사천왕사(四天王寺)를 건립하였다. 모노노베씨의 영지와 노예는 양분되어 절반은 우마코의 것이되었다. 우마코의 아내가 모리야의 동생이기 때문에 모노노베씨의 상속권이 있다고 주장했기 때문이다. 또한 절반은 사천왕사에 기부되었다.
1. ↑  전임 대왕이었던 요메이 대왕의 장자. 후대에 쇼토쿠 태자라는 시호가 붙었다. 정미의 난 이후에 즉위한 스슌 대왕이 소가노 우마코와의 대립으로 야마토노 아야노 아타이코마에게 암살당하자(592) 누카타베 황녀(도요미케카시키야히메)가 스이코 대왕으로 즉위(593)한다. 이때 우마야도 황자는 섭정을 맡아 소가노 우마코와 협력하여 나라를 다스렸고, 《일본 서기》에 따르면 603년과 604년에 관위 12계와 17조 헌법을 작성하였다. 사천왕사(시텐노지)와 법륭사(호류지)의 창설자이다.
2. ↑  긴메이 대왕과 소가노 오아네노키미 사이에서 태어난 황자. 587년 이복 형제인 요메이 대왕이 즉위 2년만에 사망하자 소가 가문과 누카타베 황녀의 지지로 스슌 대왕으로서 왕위에 오른다. 재위 초기에 정미의 난이 일어났다. 이후 소가노 우마코와의 대립이 격화되어 결국 592년 소가노 우마코가 보낸 야마토노 아야노 아타이코마에게 암살당한다.
3. ↑  누카타베 황녀(도요미케카시키야히메노미코토, 스이코 대왕)가 이복 형제인 비다쓰 대왕과의 사이에서 낳은 황자다.
4. ↑  1대-비다쓰 대왕 : 소가노 이나메vs모노노베노 오코시/2대-요메이 대왕, 스슌 대왕 : 소가노 우마코vs모노노베노 모리야